# アラブ世界

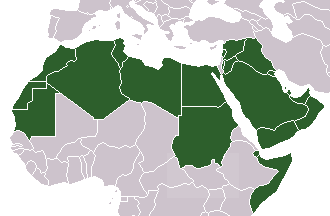
緑色はアラブ諸国とされる主な国々。

アラブ世界（アラブせかい、العالم العربي, al-ʻālam al-ʻarabi）は、アラビア語を話す人々であるアラブ人が主に住む地域。
現代政治的にはアラブ連盟の加盟諸国とみなされることが多く、アラブ諸国とも言う。ただし、アラブ連盟加盟国の中には、ジブチ・ソマリアなどアラブ人が少数派を占めるにすぎない国もある。
アラブ世界は東西2つに分けることができ、イラクからエジプトまでをマシュリク（太陽が昇るところ）、リビアからモロッコまでをマグリブ（太陽が没するところ）と呼ぶ。これら2つの地域は歴史的にあまり強い関係性を持たず、それぞれが別個の発展を遂げた。

## アラブ人が住む国と地域
はアラブ連盟の加盟国。

### 多数民族として
- アラブ首長国連邦
- アルジェリア
- イエメン
- イラク
- エジプト
- オマーン
- カタール
- クウェート
- サウジアラビア
- シリア
- スーダン
- チュニジア
- 西サハラ
- パレスチナ
- バーレーン
- モーリタニア
- モロッコ
- ヨルダン
- リビア
- レバノン

### 少数民族として
- イスラエル
- イラン
- エリトリア
- コモロ
- ジブチ
- ソマリア
- ソマリランド
- チャド
- ニジェール
- マリ